# Франсіско Порруа
Франсіско Порруа Фернандес (ісп. Francisco Porrúa Fernández, 7 листопада 1922, Коркубіон, Ла-Корунья — 18 грудня 2014, Барселона), також відомий як Пако Порруа — іспанський літературний редактор і перекладач з аргентинським громадянством. Для своїх перекладів він використовував різні псевдоніми, такі як Луїс Доменек, Рікардо Госсейн, Франсіско Абеленда або просто Ф. А. Опублікував Гру в класики Хуліо Кортасара та Сто років самотності Габріеля Гарсіа Маркеса. Він заснував Ediciones Minotauro, одне з головних іспаномовних видавництв наукової фантастики, де вперше опублікував іспанською мовою книги, зокрема, Бредбері, Толкіна та Балларда.

## Біографія

### Перші роки
Його батько був морряком торгового флоту, а потім морським агентом. Після весілля його батьків в Іспанії та приблизно через півтора року після народження Франциско сім'я переїхала до Комодоро-Рівадавії в аргентинській Патагонії, де народилися його троє братів і сестер. У тому місці, за його власними словами, присутність моря і пустелі давала йому «майже повну свободу для дитини від 2 до 6 років». У дитинстві він читав таких авторів, як Жуль Верн і Герберт Веллс. У віці 18 років він переїхав до Буенос-Айреса, щоб навчатися на факультеті філософії та гуманітарних наук місцевого університету.

### 1955—1977 роки

#### У видавництвіMinotauro
Після роботи редактором енциклопедії та виконання деяких перекладів з англійської та французької мов, у 1955 році він прочитав у журналі Жана Поля Сартра під назвою Тан Модерн про письменника Рея Бредбері, якого описували як «поета наукової фантастики». Це спонукало його купити його книгу «Ілюстрована людина». Того ж року він отримав права на дві свої роботи, а також одну, написану Теодором Стердженом і Кліффордом Д. Сімаком, і заснував Ediciones Minotauro, видавництво, яке пізніше було пов'язане з Антоніо Лопесом Льяусасом, менеджером Editorial Sudamericana, щоб збільшення продажів.видання науково-фантастичної літератури.
Порруа відповідав за всі переклади, але під різними псевдонімами. Оскільки видавництво було майже самостійним підприємством, він сам був редактором, відповідав за комерційні справи і навіть співпрацював у графічній частині, тому той факт, що відповідальний за всі ці аспекти був ще й перекладачем, був дещо надмірним. Підписавшись як Франсіско Абеленда (його прізвище по материнській лінії, яке він використовував як псевдонім у своїх найкращих перекладах), він переклав першу опубліковану ним книгу «Марсіанські хроніки» Бредбері, до якої написав вступ Хорхе Луїс Борхес.
З вересня 1964 року по червень 1968 року він редагував журнал із такою ж назвою, як і його видавець наукової фантастики, оповідання якого були вибрані з журналу Фентезі & Сайнс фікшн.
З Мінотауро Порруа створив новий спосіб редагування науково-фантастичної літератури, а також розширив кількість письменників, відомих публіці. Ці два аспекти узагальнено в його способі видання книг, обкладинки яких демонстрували витончений дизайн замість характерних ілюстрацій північноамериканського Pulp-жуналу, що додавалося до уважності, яку він приділяв перекладам. Щоб розширити межу авторів, які публікувалися в країні, він відібрав письменників, які в ті роки оновили жанр, відійшовши від «жорсткої наукової фантастики». Деякі з авторів, опублікованих протягом багатьох років, були; Браян Олдіс, Джеймс Баллард, Альфред Бестер, Рей Бредбері, Анджела Картер, Філіп Дік, Урсула Ле Гуїн, Кордвайнер Сміт, Олаф Степлдон, Теодор Стерджен, Джон Роналд Толкін і Роджер Желязни та інші. Також були опубліковані деякі книги іспаномовних авторів, таких як Карлос Гардіні, Едуардо Голігорський, Анхеліка Городішер, Маріо Левреро, Ана Марія Шуа та Альберто Ванаско.

#### У видавництвіSudamericana
У 1958 році, зворушений критеріями, за якими Порруа керував своїм власним видавництвом, Хорхе Лопес Льовет, син Антоніо, найняв його радником Sudamericana. Приєднавшись до цього видавництва, він отримав рукопис Секретної зброї Хуліо Кортасара. Оскільки Sudamericana вже видала книгу оповідань того ж автора під назвою Бестіарій, продажі якої були дуже поганими, Порруа був змушений наполягати на її публікації. Книга мала успіх і дала поштовх кар'єрі Кортасара, який опублікував у цьому ж видавництві Гру в класи, одну з його найкращих робіт.
У 1962 році він був призначений Антоніо Лопесом Льяусасом його літературним директором. Пізніше Карлос Фуентес поговорив з Луїсом Гарссом, щоб той порекомендував Порруа письменника на ім'я Габрієль Гарсія Маркес. Прочитавши кілька його книг, він зацікавився автором і зв'язався з ним, тому Гарсія Маркес надіслав йому нову книгу, яку він закінчував. Цьому виданню судилося увійти в історію, оскільки йшлося про «Сто років самотності», один із найвідоміших творів письменника та іспаномовної літератури загалом, згодом також перекладений понад тридцятьма п'ятьма мовами.
Разом із Sudamericana він опублікував, окрім Кортасара та Гарсії Маркеса, таких авторів, як Мануель Пуїг, Хуан Хосе Саер, Лоуренс Даррелл, Алехандра Пісарник, Альберто Гіррі, Артуро Каррера та Леопольдо Марешаль.

### 1977—2014 роки
У 1977 році він переїхав до Барселони, не відмовляючись від свого видавництва, з яким він продовжував видавати з Іспанії, хоча одночасно випускав аргентинське видання. Наприкінці того ж року він отримав, майже випадково, права на публікацію «Володаря перснів». Хоча він не мав особливого інтересу до публікації книги і зробив це переважно тому, що це важливий твір фантастичної літератури, сорок тисяч примірників було продано за п'ятнадцять днів і близько восьми мільйонів з моменту її публікації. Порруа переклав перший том роману один під псевдонімом Луїс Доменек, а наступні два разом з Матильдою Загальською, яка підписувалася як Матильда Горн.
В Європі він також працював у видавництві Edhasa до 1992 року. Оскільки останній редагував другий період колекції Nebulae, присвячений науковій фантастиці, існував певний зв'язок із Мінотавром із назвами, які, коли вони не були опубліковані безпосередньо видавництвом Porrúa, переходили до колекції Edhasa.
У 2001 році він продав «Ediciones Minotauro» видавництву Editorial Planeta, ця зміна принесла деякі нововведення, такі як премія за найкращий роман, яку він присуджує щороку, але це змінило критерії редакції, оскільки воно більше не мало особистої печатки Франсіско Порруа щодо добору заголовків.
Франсіско помер у Барселоні від пневмонії 18 грудня 2014 року.

## Нагороди
- Визнання редакційних заслуг (2003), присуджене Міжнародним книжковим ярмарком у Гвадалахарі[8]
- Премія Габріеля за твір життя (1999), присуджена Іспанською асоціацією фентезі, наукової фантастики та жахів
- Нагорода за тридцять років відданості жанру від Editorial Gigamesh.